# アル＝アズィーズ・ウスマーン
アル＝マリク・アル＝アズィーズ・イマードゥッディーン・アブー・アル＝ファトフ・ウスマーン（アラビア語: اَلْعَزِيز عُثْمَان Al-ʿAzīz ʿUthmān、1172年1月7日 - 1198年11月22日、在位：1193年 - 1198年）は、サラーフッディーン（サラディン）の次男。アル＝アフダルの弟。アイユーブ朝の第2代スルタン。本人のファーストネームはウスマーン。

## 生涯
1172年、カイロにて誕生。
1184年、父サラーフッディーンはアズィーズを、サラーフッディーンの甥タキアッディーン・ウマルの後見のもとエジプトの統治者に任じている。

1187年夏、アズィーズはアスカロン攻撃中のシリアの父のもとへ向かい合流している。アズィーズはイェルサレム奪還を見届けた後、カイロへ帰還した。
1193年、父サラーフッディーンが病死すると、父の生前から統治していたカイロを相続した。しかし、ダマスカスを押さえた兄アフダルやアレッポの弟ザーヒルなど、他の兄弟に父の遺領が分割相続されていたため、事態は流動的であった。アフダルは宰相ナスルッラー・イブン・アル＝アシール（歴史家イッズッディーン・イブン・アル＝アシールの兄弟）の勧めに従って父の代からの旧臣を冷遇したため、彼らはエジプトのアズィーズのもとへ走っている。サラーフッディーンの宰相であったファーディルもその一人である。
1194年、アズィーズはシリア侵攻してダマスカスを包囲下に置き、兄アフダルに対して貨幣とフトバに名前を入れる権利（スルタン権の象徴）を求めた。この件は周辺のアイユーブ家君侯の危機感を招き、アズィーズ・アフダル兄弟の叔父アーディルをはじめ多くの領主がアフダル側についたため、アズィーズは和解へ転じた。それぞれが従来通りの領地を確保することで基本的な合意を見たが、これは既に事実上分裂していたアイユーブ朝の状態を公的に認めることを意味した。なお、この和解により、アズィーズはエジプトに加え聖地イェルサレム及びパレスチナの周辺地域を確保している。

翌1195年にもアズィーズは再度ダマスカス奪取を目指しシリア侵攻を準備したが、今度は逆にアフダルとアーディルに先手を打たれ自領への逆侵攻を招いてしまう。これにより、アズィーズはイェルサレムを失陥したが、ビルバイス攻防では事態が膠着し、アフダルはアーディルの勧めもありアズィーズと交渉に入った。アズィーズが派遣したファーディルとアフダルらの間で話し合いが持たれ、アズィーズはイェルサレム及び周辺地域をアフダルに正式に割譲し、またアーディルがエジプトに居座ることを認めざるを得なかった。
1196年、これまでアフダルと協力してきたアーディルが、アズィーズに乗り換える方針を固めた。これに伴い、アズィーズはアーディルとともにダマスカスに侵攻し、アーディルがダマスカスを奪取するのを助けている。アフダルはダマスカスを退去し、サルハドへ逼塞した。アズィーズはカイロへ帰還している。
1198年、アレクサンドリアでの狩猟中の落馬事故が原因で、カイロに戻った後死去した。墓はカイロのシャーフィイー廟の隣にある。

## 人物・逸話
マクリーズィーはアズィーズを以下のように評している。

「アル＝アズィーズはカイロにおいてかなり苦しい状況にあり、財源も不足していた。しかしながら彼はその民衆に対する公正なふるまいと寛大さ、それに親しみやすさから彼らに愛されていたのである」

イマードゥッディーン・アル＝イスファハーニーによれば、アズィーズはサラーフッディーンが最も贔屓にした息子であり、1179年にアズィーズと兄弟たち、および従兄弟たち（叔父アーディルの息子たち）の割礼が行われた際は、7000頭の羊が屠られ、大量の菓子が振る舞われた。